# Bathymedon tilesi
Bathymedon tilesi är en kräftdjursart som beskrevs av Gurjanova 1951. Bathymedon tilesi ingår i släktet Bathymedon och familjen Oedicerotidae. Inga underarter finns listade i Catalogue of Life.